# Eveline Fischer
Eveline Novakovic (nome de solteira Fischer) (nascida em 1969, em Christchurch, Dorset) é uma compositora britânica de músicas de vídeogame que compôs algumas músicas para Donkey Kong Country e a maioria das faixas de Donkey Kong Country 3: Dixie Kong's Double Trouble!, e fez dublagem e efeitos sonoros para uma série de outros jogos da Rare. Ela também atuou em vários vocais, tais como no jogo Perfect Dark, nomeadamente dublando o heroína principal, Joanna Dark.
Muitas vezes creditados com o nome de E. Fischer nos jogos anteriores, ela trabalhou, casou e adotou o nome de Novakovic no início de 2000.